# 丰蒂隆加 (卡拉泽达-迪安西昂伊什)
丰蒂隆加是葡萄牙布拉干萨区的一个堂区。总面积11.13平方公里，总人口355人，人口密度31.9人/平方公里。